# 洪沢区
洪沢区（こうたく-く）は中華人民共和国江蘇省淮安市に位置する市轄区。

## 歴史
1956年、泗洪県・淮陰県・盱眙県の一部から洪沢県を新設された。2016年6月に市轄区の洪沢区に昇格。

## 行政区画
- 街道:高良澗街道、朱壩街道、黄集街道
- 鎮:蒋壩鎮、岔河鎮、西順河鎮、老子山鎮、三河鎮、東双溝鎮